# Drapeau de Nuevo León
 (juin 2024).
Le drapeau de Nuevo León comprend les armoiries de la collectivité sur un fond blanc. La proportion entre la largeur et la longueur du drapeau est de quatre à sept.

## Composition et symbolisme

### Couleurs
| Système de couleur | Blanc | Blanc       |
| ------------------ | ----- | ----------- |
| Pantone            |       | 3425c       |
| RGB                |       | 255-255-255 |
| CMYK               |       | 0-0-0-0-0   |
| RGB Hex.           |       | FFFFFF      |

## Histoire

Drapeau de la República de Rio Grande 1840 (ratio 4:7)
Drapeau de Nuevo León 1989 (ratio 4:7)
Drapeau de Nuevo León 1998 (ratio 4:7)
Drapeau de Nuevo León 2020 (ratio 4:7)